# الجنيات

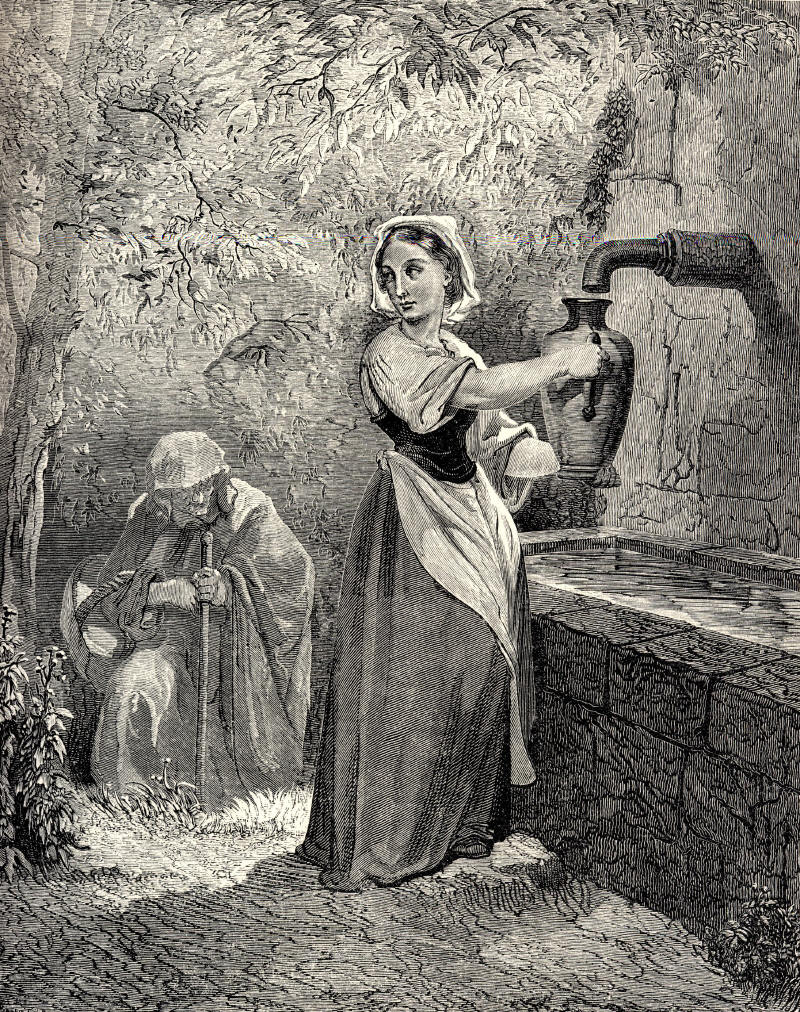

## ملخص
ذات مرة كان هناك أرملة لها ابنتان؛ كانت الفتاة الكبرى تشبهها إلى حد كبير، بروح الدعابة والوجه، لدرجة أن كل من رآها رأى الأم. لقد كانا كلاهما غير مقبولين وفخورين جدًا لدرجة أنهما لم يستطيعا العيش معه. الابنة الصغرى، التي كانت الصورة الحقيقية لأبيها للود والصدق، كانت بذلك واحدة من أجمل الفتيات التي يمكن للمرء رؤيتها. بما أننا نحب زميلها بشكل طبيعي، فقد كانت هذه الأم مجنونة من ابنتها الكبرى، وفي الوقت نفسه كان لديها نفور رهيب للأصغر سنا. لقد رتبت لها في المطبخ وعملت باستمرار. كان من الضروري، من بين أشياء أخرى، أن يذهب هذا الطفل الفقير مرتين في اليوم لسحب المياه من نصف دوري كبير من المنزل، وإعادة إبريق كبير.
ذات يوم عندما كانت في هذه النافورة، جاء إليها امرأة فقيرة توسل إليها ليعطيه شيئًا يشربه. «نعم يا أمي الطيبة»، قالت هذه الفتاة الجميلة. وعلى الفور شطف إبريقها، قامت بسحب الماء من أجمل جزء من النافورة، وعرضته عليها، مع دعم الجرة حتى يتمكن من شربها بسهولة أكبر.
المرأة الصالحة، التي كانت في حالة سكر، تقدم لها كهدية في كل كلمة تقولها، ستخرج من فمك أو زهرة، أو حجر ثمين. عندما وصلت هذه الفتاة الجميلة إلى المنزل، وبختها والدتها لعودتها متأخرة جداً من النافورة. قالت الفتاة المسكينة: "استميحك عذراً يا أمي" لأنها انتظرت طويلاً؛ وقول هذه الكلمات وردان من لؤلؤان وماسان كبيران من فمه. "ماذا أرى هنا! قالت والدته دهش. أعتقد أنه يخرج من أفواه اللؤلؤ والماس. من أين يأتي هذا يا ابنتي؟ (كانت هذه هي المرة الأولى التي تتصل فيها بابنتها). أخبره الطفل المسكين بسذاجة كل ما حدث له، ليس من دون إلقاء الماس.
قالت الأم: "حقًا، يجب أن أرسل ابنتي هناك؛ امسك يا فانتشون، انظر إلى ما يخرج من فم أختك عندما تتحدث؛ لن تكون سعيدا للحصول على نفس الهدية؟ كل ما عليك فعله هو سحب الماء من النافورة، وعندما تطلب منك امرأة فقيرة أن تشرب، أخبرها بأمانة. أجاب الوحشي: "سيكون من الجميل أن تراني"، اذهب إلى النافورة. "أريدك أن تذهب إلى هناك"، قالت الأم، وقبل قليل. ذهبت إلى هناك، ولكن لا يزال هدير. أخذت أجمل زجاجة فضية كانت في المنزل.
لم تعد تصل إلى النافورة بعد أن رأت سيدة ذات لباس جميل تخرج من الغابة التي جاءت ليسألها أن تشرب: إنها نفس الجنية التي ظهرت لأختها، لكنها أخذت الهواء وملابس الأميرة، لنرى إلى أي مدى ستذهب خيانة الأمانة لهذه الفتاة. قال هذا الرجل الفخور المتعجرف: "هل أتيت إلى هنا، لأعطيك شيئًا تشربه؟" بالضبط، أحضرت زجاجة من الفضة بشكل صريح لإعطاء مدام شراب! أنا من الرأي، شرب حتى لو كنت تريد. "لا تكاد تكون صادقًا"، قالت الجنية، دون غضب؛ يا حسن! نظرًا لأنك لست مرتاحًا جدًا، فأعطيتك كهدية في كل كلمة تقولها، ستخرج من فمك أو ثعبان أو الضفدع. في البداية، عندما رآتها والدتها، بكت، "حسنًا يا ابنتي! - حسنا يا امي! أجاب الوحشي، ورمي اثنين من الأفاعي واثنين من الضفادع. - يا الجنة! بكيت الأم، "ماذا أرى هنا؟ إن أخته هي السبب، ستدفع لي "؛ وعلى الفور ركضت لضربها.
</br> هرب الطفل الفقير، وذهب إلى الفرار إلى الغابة التالية. ابنها الملك، الذي كان عائدا من البحث، قابلها ورآها جميلة جدا، وسألها عما تفعله بنفسها وما الذي كان عليها أن تبكي. "للأسف! سيدي، كانت أمي هي التي طردتني من المنزل. توسلها ابن الملك، الذي رأى خمس أو ست لآلئ تخرج من فمه، والكثير من الماس، ليخبره من أين جاء. أخبرته بكل مغامرته. أصبح ابن الملك مفتونًا بها، وبالنظر إلى أن هذه الهدية كانت أفضل من كل ما يمكن تقديمه للزواج من شخص آخر، أخذوه إلى قصر والده، حيث تزوجها.
بالنسبة لأختها، فقد كرهت حتى أخرجتها والدتها من منزلها؛ والمرأة المؤسفة، بعد أن ركضت بشكل جيد دون أن تجد أي شخص يرغب في استقبالها، ماتت في زاوية الخشب.